# رئا دورهام
رئا دورهام (انگلیسی: Rhea Durham؛ زادهٔ ۱ ژوئیهٔ ۱۹۷۸) یک مانکن (فرد) اهل ایالات متحده آمریکا است.